# Пйомбіно
Пйомбіно (італ. Piombino) — муніципалітет в Італії, у регіоні Тоскана, провінція Ліворно.
Пйомбіно розташоване на відстані близько 200 км на північний захід від Рима, 115 км на південний захід від Флоренції, 75 км на південь від Ліворно.
Населення — 34 359 осіб (2014).

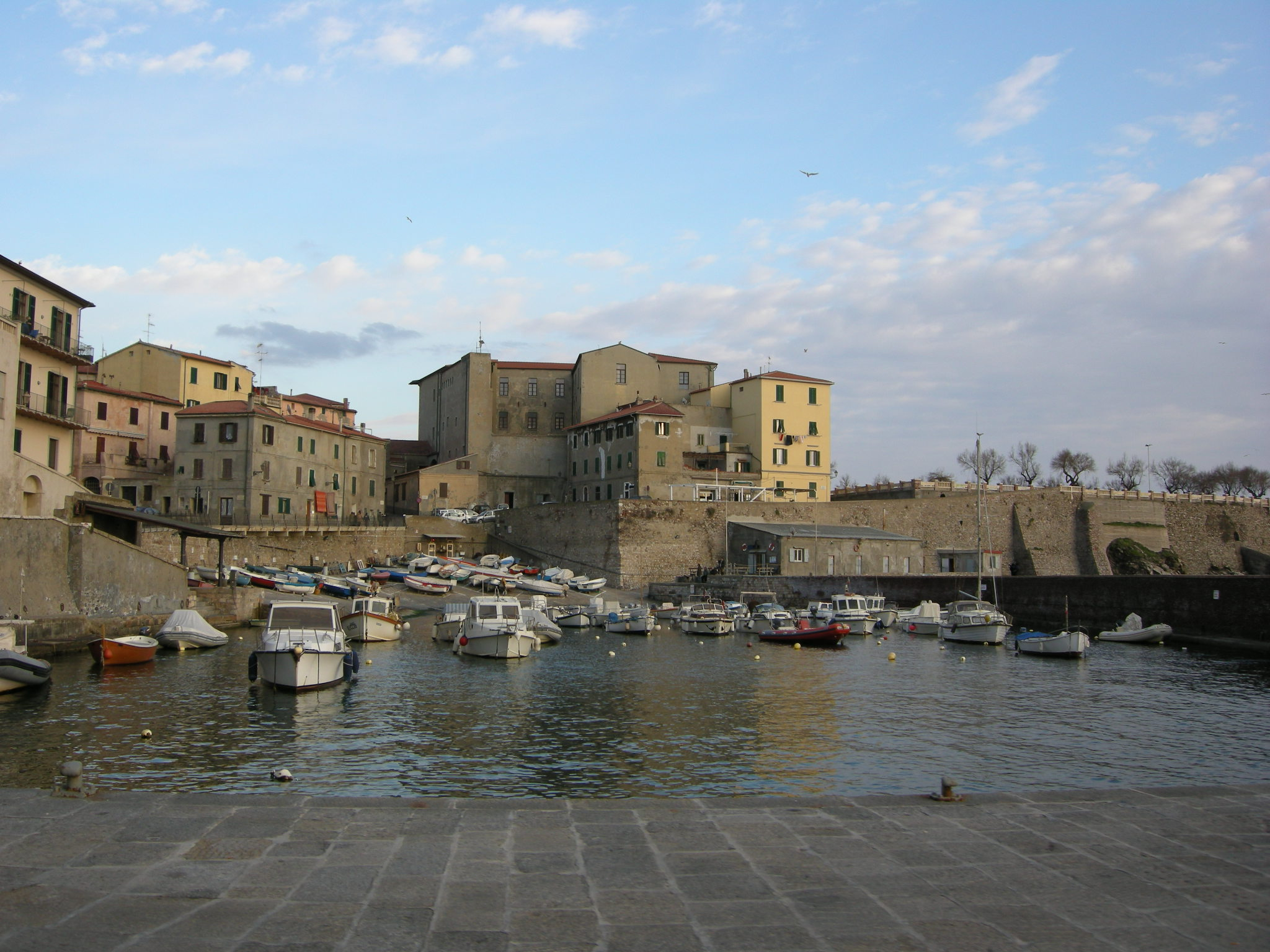

Щорічний фестиваль відбувається 8 травня. Покровитель — Santa Anastasia.

## Географічне розташування
Місто Пйомбіно розташоване на узбережжі однойменної протоки  Тірренського моря, навпроти острова Ельба. На північ від Пйомбіно розташовані руїни етруського міста Популонії і порт Порто-Баратта, на сході простягається район Маремма. Сусідні комуни: Кампілья-Мариттіма, Фоллоніка, Сан-Вінченцо, Суверето.

## Історія
Територія сучасного Пйомбіно була населена з давніх часів. В період існування етруської держави Етрурії головним містом регіону була Популонія, яка нині є частиною комуни Пйомбіно. Назва Пйомбіно походить від назви села Популін (Мала Популонія). Таку назву селу дали жителі Популлонії, які знайшли у ньому порятунок від грецьких піратів, що напали на місто у IX столітті. Можливо також, що Пйомбіно засноване  остготами.
1022 року в Пйомбіно бува заснований монастир  святого Юстиніана.

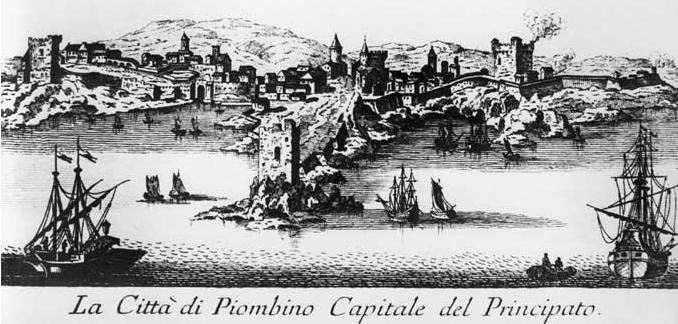
Гравюра. Князівство Пйомбіно, 1600 рік

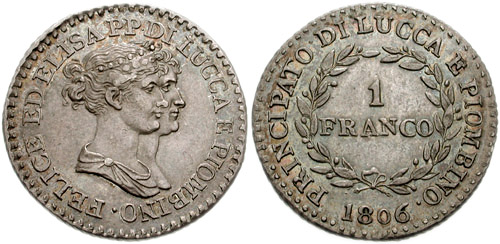
Монета князівства Пйомбіно і Лукка, 1806 рік

У пізньому  Середньовіччі Пйомбіно було одним з безлічі міст-держав на  Італійському півострові, поряд з Вольтеррою, Сан-Джіміньяно та іншими. У 1115 році Пйомбіно перейшло до Пізанської республіки, ставши її другим головним портом. У XII—XIII століттях, під час конфліктів між Пізою та  Генуєю, місто неодноразово грабували. У 1248 році під керівництвом Уголіно Арсопачі в місті був прокладений морський канал. У 1376 року повертаючись з Авіньйона до Риму місто відвідав Папа римський Григорій XI.
У 1399 році міланський герцог Джан Галеаццо Вісконті віддав Пйомбіно Жерардо Аппіані, віддячивши йому таким чином за зраду Пізи. Аппіані домігся статусу незалежної держави для Пйомбіно, Скарліно, Суверето, Буріан, Бадія-аль-Фанго та островів Ельба, Піаноза і Монтекрісто. Пйомбіно стало столицею новоутвореної держави і зберігало цей статус аж до 1634 року. Потім його успадкував син Аппіані Якопо II Аппіані. Після його смерті правителем Пйомбіно став Ринальдо Орсіні, який одружився з Катериною Аппіані в 1445 році та правив до 1450 року. У 1501—1503 роках князівство належало Чезаре Борджіа, потім знову відійшло родині Аппіані. У 1509 році родина Аппіані отримала титул пфальцграфів Пйомбіно.
Під час війни з  Сієною, місто було зайняте Козімо I Медічі. У 1553 і 1555 роках Пйомбіно було атаковане об'єднаним французько-османським флотом, але напад був успішно відбитий.
Мирний договір 1557 року відновив Аппіані в правах, за винятком Ортбетелло і Портоферрайо, яке перейшло у власність герцога  Тосканського.
У 1594 році імператор Рудольф II надав Пйомбіно статус князівства, і першим князем став Алессандро Аппіані Арагонський. У 1634 році цей титул перейшов до родини Людовічі, у зв'язку з тим, що один із її членів — Ніколо I — одружився з Поліссеною Аппіані в 1632 році. У 1706 році титул був переданий родині Бонкомпан'ї.
У 1801 році Наполеон ліквідував князівство і Пйомбіно разом з іншими землями було приєднане до новоутвореного королівства Етрурія. У 1805 році колишнє князівство Пйомбіно було передане Наполеоном своїй сестрі Елізе Бачіоккі. За підсумками  Віденського конгресу, проведеного у 1815 році, місто знову було передане родині Бонкомпан'ї-Людовічі. До 1860 року воно перебувало у складі Великого герцогства Тосканського, а з 1860 року — належить до королівства Італія.
Під час  Другої світової війни, 10 вересня 1943 року, у місті відбулась Пйомбінська битва. Жителі Пйомбіно самовіддано захищали місто від фашистських загарбників, вписавши назву свого міста в історію італійського руху Опору. 28 липня 2000 року місто було нагороджене Золотою медаллю за військову доблесть.

## Демографія
Населення за роками:

Станом на 1 січня 2023 року в муніципалітеті офіційно проживали 3393 іноземці з 83 країн, серед них 707 громадян країн Євросоюзу та 554 громадяни України.

## Пам'ятки
релігійні:
- Кафедральний собор святого Анфима, збудований у 1377 році пізанським архітектором П'єро дель Грілло. Внутрішня частина з двома нефами, а також монастир прикрашені скульптурними роботами Андреа Гварді (бл. 1470 року). У соборі містяться склепи сімейства Аппіані
- Церква Милосердя (поч. XIII століття) — одна з найдавніших релігійних пам'яток, які збереглися на території Пйомбіно. Спочатку церква була присвячена святому Джованні Баттіста. Впродовж століть вона зазнала численних реконструкцій. У XVI столітті до неї за бажанням князя Якопо VI Аппіані була прибудована лікарня святої Трійці. У церкві зберігається чудове розп'яття роботи XV століття
- Капела  Мадонни, споруджена у 1499 році. Під час Великої чуми 1630 року тут була міська лікарня
- Церква святого Анфима, збудована у XIII столітті заможною гільдією моряків

цивільні:

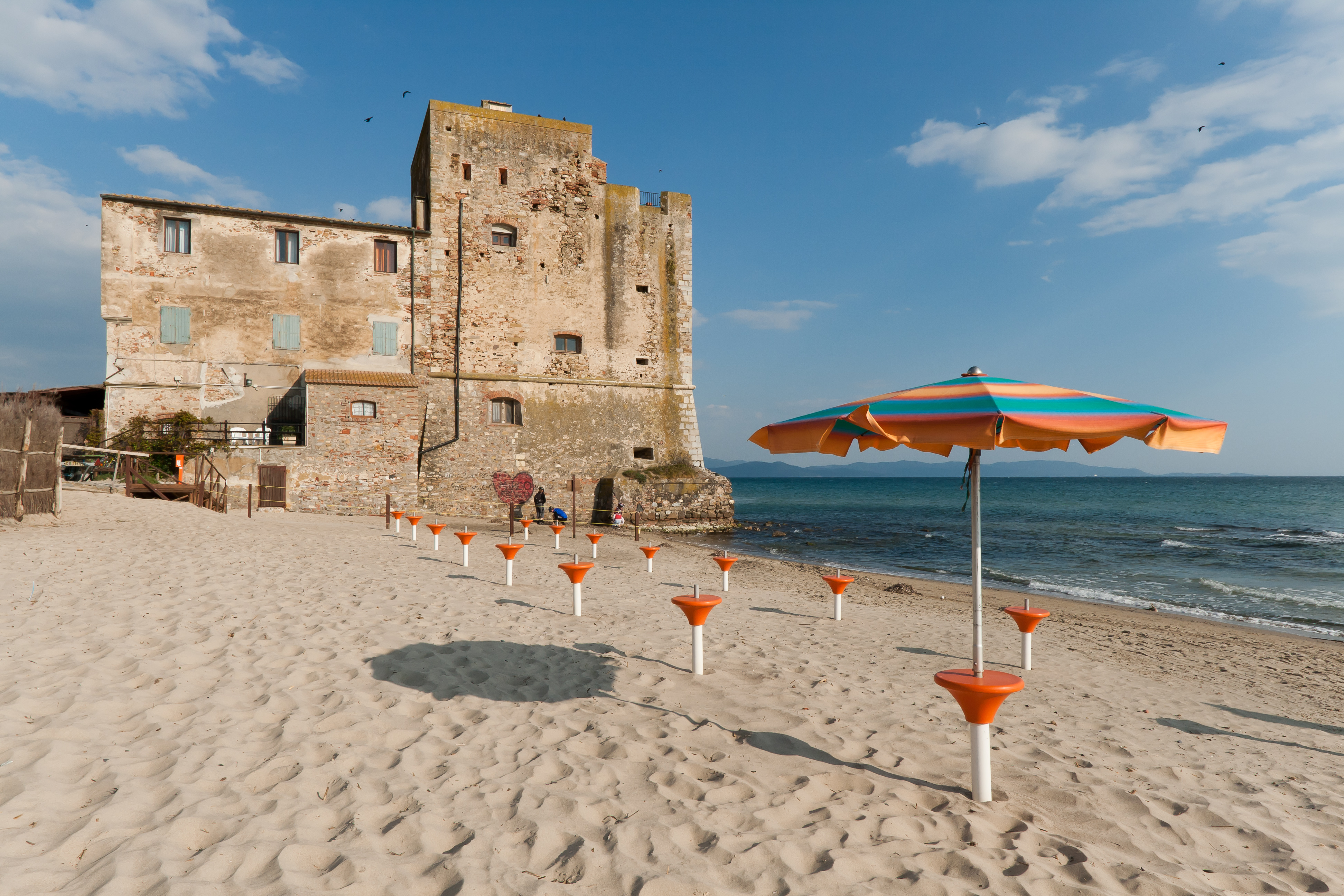
Берегова сторожова вежа XVI століття

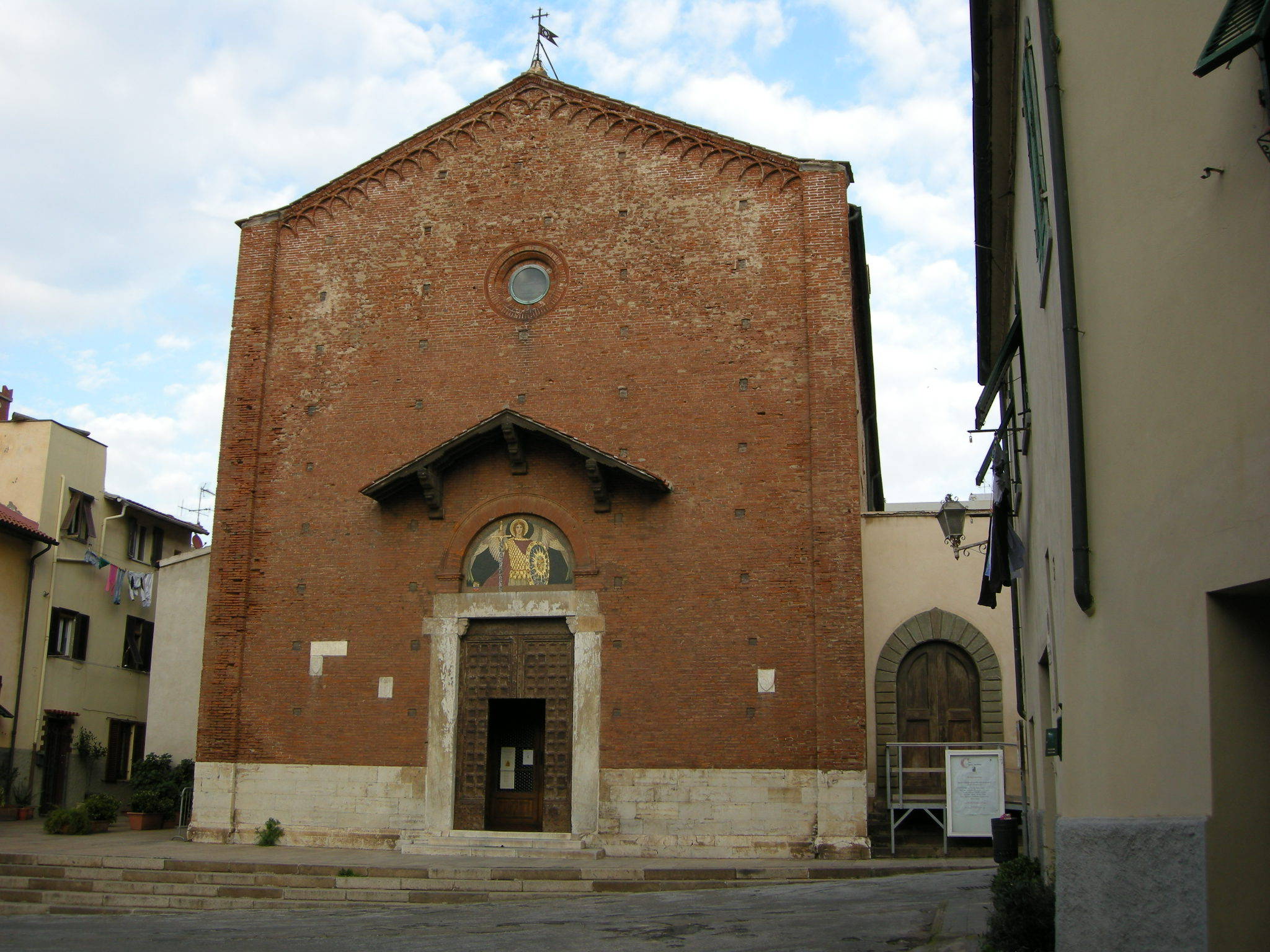
Собор святого Анфима

- Ратуша, збудована у 1444 році. У холі розташована портретна галерея князів Аппіані, а також картина «Мадонна з немовлям» (1575 року) роботи Джованні Марія Таччі. Годинникова вежа ратуші збудована у 1598 році. Палац та вежа були відреставровані у 1935 році архітектором Джованні Белліні
- Будинок стулчастих вікон, споруджений у 1284—1289 роках, який поряд з палацом Мартіноді Бранкаччі свідчить про існування в Пйомбіно цивільної архітектури
- Площа Пьяцца Бовіо, з якої відкривається вид на узбережжя, а в гарну погоду можна побачити  Корсику. На площі розташований невеликий середньовічний маяк
- Палац князів Аппіані або Старий Палац. Раніше палац був резиденцією князів Аппіані, а в теперішній час тут розташований Інститут біології та екології моря та міський акваріум Пйомбіно

військові:

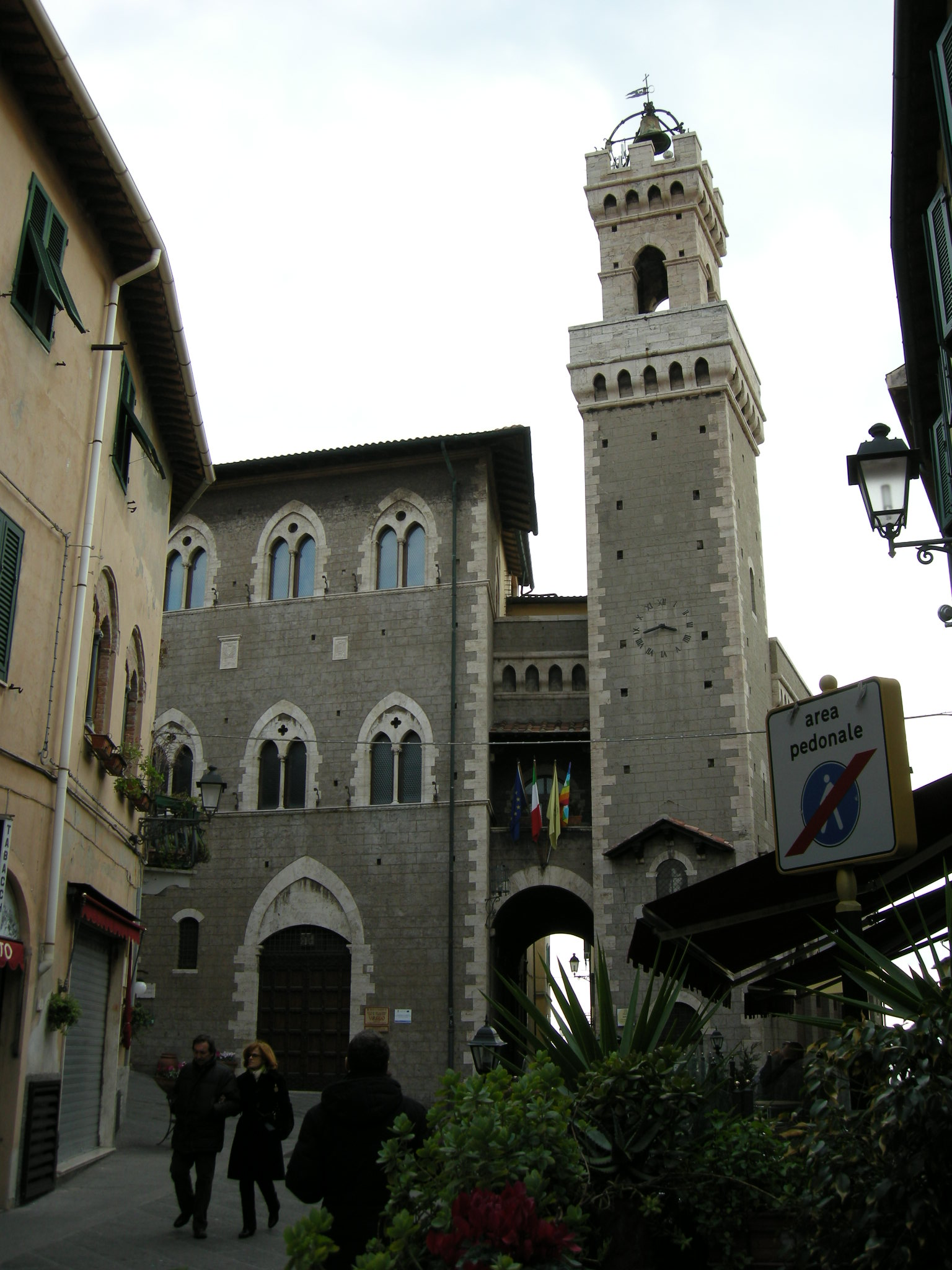
Ратуша

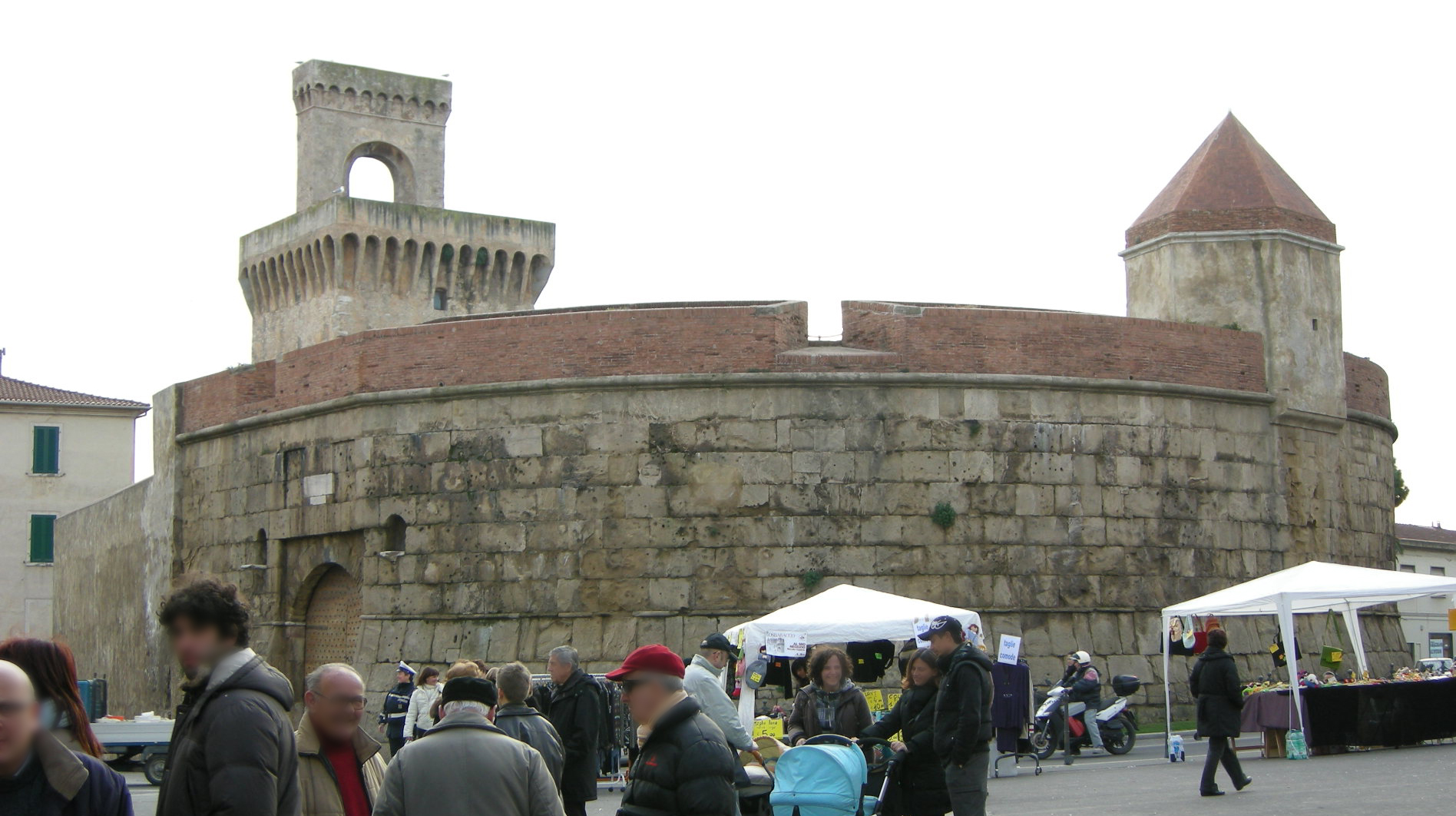
Фортечна башта і равелін

- Головна фортечна вежа (1212 року) — колишні головні ворота міста Пйомбіно. На ній були дзвони, які попереджали жителів міста про небезпеку
- Равелін напівкруглої форми (1447 року), прибудований Рінальдо Орсіні до кріпосної вежі для кращого захисту міста
- Фортеця Пйомбіно — пам'ятка архітектури, збудована флорентійським архітектором Андреа Гварді за принципом «місто в місті». У фортеці розташовані палац, церква, інші будівлі та джерела водопостачання. Зараз від цитаделі залишилися тільки зовнішні стіни, звернені до моря
- Замок Пйомбіно. Тепер у ньому перебуває міський музей
- Руїни міста Популонії.

## Музеї
- Музей замку та міста Пйомбіно, розташований у замку Пйомбіно. У ньому виставлені предмети XIII століття, знайдені під час археологічних розкопок
- Археологічний музей Популонії у Новому Палаці. Зібрання музею присвячені історії  етруської епохи на території Популонії. Серед найцінніших предметів музею — амфора кінця IV століття, знайдена у затоці Баратта в 1968 році. При музеї відкритий центр експериментальної археології, який займається обробкою кераміки та каменів
- Музей мистецтв Андреа Гварді. У музеї виставлені роботи Андреа Гварді, а також інші предмети мистецтва
- Музей моря та акваріум Пйомбіно. Заснований у 1985 році в колишньому палаці князів Аппіані з ініціативи муніципалітету та Інституту біології і екології моря для ознайомлення з флорою і фауною Середземного моря. У ньому також розташовані спеціалізована бібліотека та акваріум, який складається з 15 окремих акваріумів. Акваріуми наповнюються морською водою із затоки
- Музей етимології
- Приватна історична колекція Джаспаррі

У Пунта-Фальконе з 1975 року функціонує астрономічна обсерваторія з потужним телескопом.

## Культура
- Традиційний карнавал в Пйомбіно
- Свято Святої Анастасії, покровительки міста
- Історичний костюмований карнавал у липні
- Свято риби в останню неділю липня
- Свято артишоку
- «Серпень зі смаком» —  гастрономічна виставка, присвячена традиційній кухні та місцевим винам
- Свято літнього сонцестояння 21 липня
- «Вогнище святого Джованні» — історичне свято 22-23 липня.

З 2005 року в Пйомбіно проводиться Міжнародний відеофестиваль «Візіонарія».
З 1999 року проводиться Національний Конкурс молодих виконавців «Рів'єра Етруска».

## Економіка
В околицях Пйомбіно і на острові Ельба з давніх часів добували залізну руду, тому провідною галуззю промисловості дотепер є металургійна. Найбільше підприємство міста — металургійний завод «Луччіні» (Lucchini), головним акціонером (49,2 %) якого є російська компанія «Северсталь». Підприємство займає площу 12 км² і є другим за розміром металургійним заводом в Італії. На ньому в основному виробництві працює 2500 осіб та 5000 обслуговуючого персоналу.
Іншим великим підприємством є металургійний завод компанії ArcelorMittal з 800 працюючими.

## Туризм
```
Галузь туризму в Пйомбіно розвивається у кількох напрямках:
```

- курортний туризм. Пляжі Пйомбіно мають блакитні прапори, які свідчать про їхню чистоту;
- культурний туризм, насамперед в історичному центрі Пйомбіно та околицях міста Популонії;
- екологічний туризм у мальовничих околицях і парках;
- гастрономічний туризм.

## Транспорт
Автомобільними дорогами Пйомбіно пов'язане з найбільшими містами країни (поблизу міста вздовж узбережжя Тірренського моря розташована автострада А12, яка входить до європейського маршруту E80). Також у місті є залізнична станція.

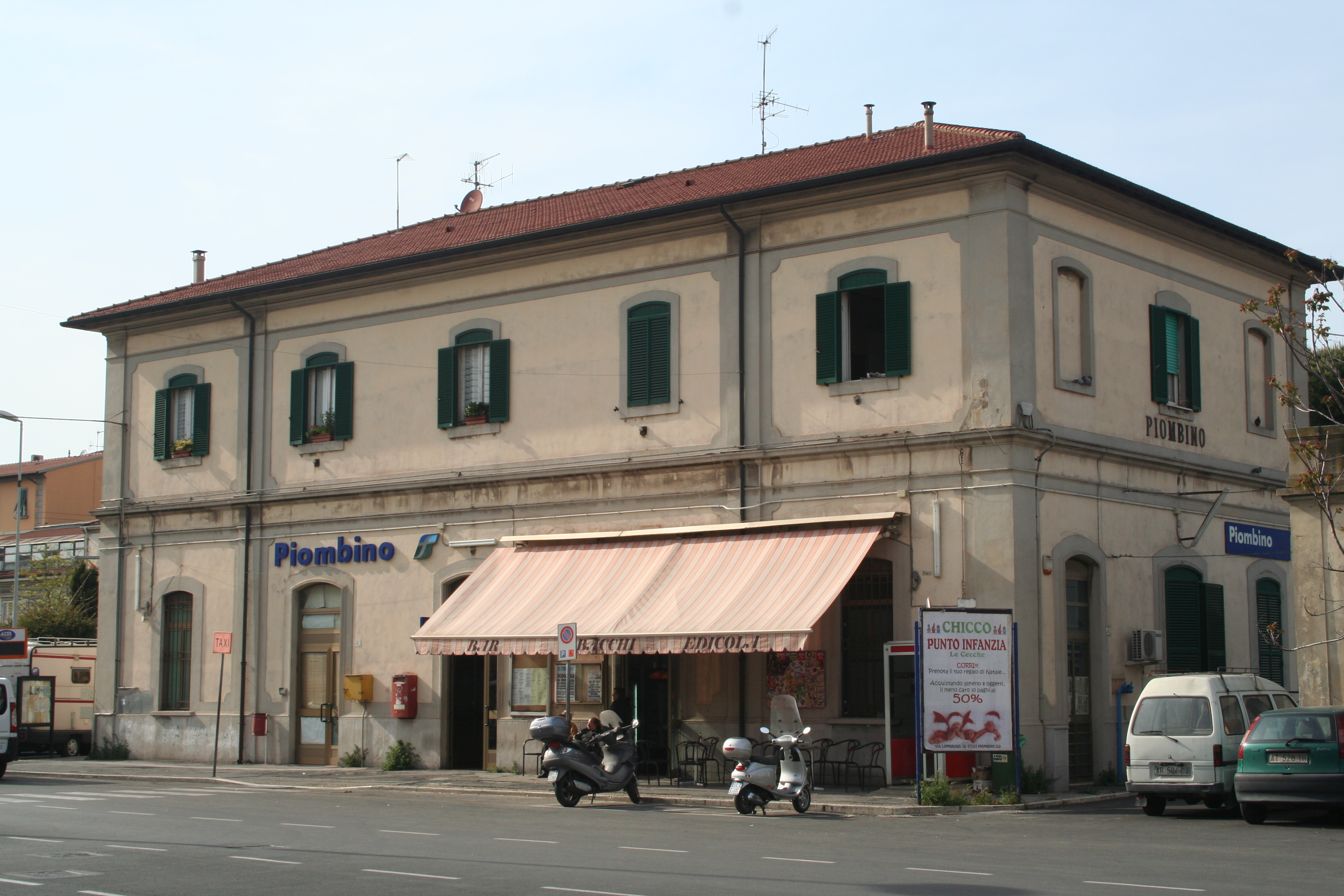
Залізнична станція Пйомбіно

Порт Пйомбіно є вантажним портом міжнародного значення. З порту також здійснюються пасажирські перевезення на острови Ельба (Портоферрайо, Ріо-Марина, Порто-Аззурро), Сардинія (Олбія), Корсика (Бастія), Піаноза і Капрая. Крім головного порту, в місті є ще кілька пристаней.

## Відомі жителі
У Пйомбіно певний час проживав італійський співак Рікардо Фольї (1947). У XIX столітті професор Лікург Каппелетті написав книгу «Історія Пйомбіно до 1814 року», в подяку за яку жителі міста заснували літературну премію його імені.

## Уродженці
- Альдо Агроппі (*1944) — відомий у минулому італійський футболіст, півзахисник, згодом — футбольний тренер.
- Лікурго Каппеллетті (1842—1921) — італійський історик і літератор.

## Сусідні муніципалітети
- Кампілья-Мариттіма
- Сан-Вінченцо
- Суверето
- Фоллоніка